# Abdelaziz Ferrah
Abdelaziz Ferrah (geboren Juni 1939 in Sidi Erghiss, heute Provinz Umm al-Bawāqī; gestorben 20. Juli 2011 in Algier) war ein französisch-algerischer Schriftsteller und Agraringenieur.

## Leben

### Ausbildung und Brotberuf
Ferrah studierte Agrarwissenschaften und Geographie an der Universität Montpellier und arbeitete bis ins hohe Alter als Agraringenieur. Bis 31. Dezember 1962 war er französischer Staatsbürger.

### Schriftsteller
Erst spät in seinem Leben begann Ferrah Bücher über Persönlichkeiten des Maghreb zu veröffentlichen und dabei eine arabische Perspektive zu berücksichtigen.
In seinem ersten historischen Roman Kahina, der 1997 erschienen ist, beschäftigte er sich mit der Berber-Fürstin Kāhina, die bis heute ein Symbol des Widerstands der Berber gegen Invasoren ist. Allerdings gibt es wenig gesicherte Fakten über Leben und Wirken der Herrscherin. Sie gehörte zum Stamm der Djaroua. Ferrah baute Kāhina zu einer idealen Herrscherin auf, interessierte sich daneben aber auch für den Menschen und die Seherin Kahina.
Die beiden 2002 erschienenen Biografien À poings fermés und Étienne et Slimane wurden im selben Jahr für das Algerienjahres in Frankreich 2003 ausgewählt. À poings fermés behandelt das Leben von Charles de Foucauld im Hoggar. Bei Étienne et Slimane handelt es sich um eine Biografie über den Maler Étienne Dinet.
In dem Roman Moi, Saint-Augustin beschrieb Ferrah Augustinus als Berber, der tief in seiner Kultur verwurzelt war. Er verwendet Metaphern aus der afrikanischen Landschaft – analog zu Léopold Sédar Senghor – um den Theologen zu charakterisieren. Auch spielen die Monumente der Berber eine wichtige Rolle, um Geschichte erfahrbar zu machen. So besucht Ferrahs Augustinus unter anderem die Ruinen der antiken Stadt Thugga. Das Buch behandelt das Leben des Heiligen Augustinus als Berberpersönlichkeit. Es war eines von 1000 Büchern arabischer und maghrebinischer Autoren, die im Rahmen des Festivals Kulturhauptstadt der Arabischen Welt Algier 2007 ins Arabische übersetzt wurden.
Ferrah liegt auf dem Friedhof al-Qitār in Algier begraben.

## Werke (Auswahl)
Biografische Romane
- Kahina, reine berbère. Apic, Algier 2011. (Erstausgabe 1997).
- L'Émir Abdelkader: Confidences. Marinoor, Algier 1999.
- À poings fermés. Anep, Algier 2002.
- Étienne et Slimane. Anep, Algier 2002.
- Le temps d'une halte: Rencontre avec l'émir Abdelkader. Apic, Algier 2004.
- Moi, Saint-Augustin: Aurègh fils de Aferfan de Thagaste. Apic, Algier 2004.
- Où es-tu passé Tarek? Roman über Tāriq ibn Ziyād. Alpha, Algier, 2007.
- Eunoé, reine berbère de Gétulie et Jules. Anep, Algier 2009.
- Zaphira ou la bataille pour Alger en 1516. À l’arrivée de Arouj Barberousse à Alger. Apic, Algier 2011.
- Juba II et Cléopâtre Séléné. Apic, Algier 2011.

Bücher zu Kulturthemen
- L’Amazigh, écrire le berbère. Marinoor, Algier 1999.
- L’Algérie, civilisations anciennes du Sahara. Essai de définition à partir d'une nouvelle lecture des images rupestres. Anep, Algier 2005.
- La Casbah d’Alger, ruines et espoir? Anep, Algier, 2007. Das Buch behandelt die Kunst und die gefährdete Situation der Kasbah von Algier.
- Tlemcen, cité sanctuaire. Apic, Algier 2011.
- Tlemcen, ses rois zianides et son patrimoine. Zaki Bouzid, Algier 2012.

Theaterstück
- Massinissa et Sophonisbe. APIC, Algier 2005.